# Alessandro Serena
Alessandro Serena (Livorno, 5 ottobre 1966) è un regista italiano.
Imprenditore dello spettacolo, è autore e produttore di show di teatro-circo e autore e consulente di programmi televisivi dedicati al circo. È docente di Storia dello spettacolo circense e di strada all’Università degli studi di Milano.

## La formazione e le produzioni televisive
Appartiene ad una famiglia storica del circo italiano: è nipote di Moira Orfei. Da giovane lavora negli spettacoli dello zio Walter Nones, uno dei più importanti imprenditori circensi del ’900, come assistente dello zio Giuseppe e del cugino Stefano, ammaestratori di tigri. Collabora poi alla gestione di spettacoli come il Circo di Moira Orfei, il Circo di Mosca, il Circo Cinese, Holiday on Ice, i balletti e cori Pyatnitsky e dell’Armata rossa. Negli anni Novanta è direttore artistico del Gran Premio del Circo.
Studia al DAMS di Bologna, con professori quali Umberto Eco, laureandosi con lode nel 1996 con Claudio Meldolesi con una tesi su circo e teatro di varietà.
Si occupa di numerose produzioni televisive sul circo in qualità di direttore casting, autore e consulente artistico, scritturando migliaia di artisti internazionali e lavorando con personaggi quali Paolo Villaggio, Paolo Bonolis, Susanna Messaggio, Fabrizio Frizzi. Tra i programmi da lui curati, Sabato al circo (Mediaset), Circo Massimo (Rai 3) e diversi speciali dedicati al Cirque du Soleil e ai più importanti eventi del settore, tra i quali il Festival internazionale del circo di Monte Carlo e il Festival Mondial du Cirque de Demain di Parigi.In Reality Circus (Canale 5, 2006-2007) è presidente di giuria con Mike Bongiorno.

## Le produzioni di teatro-circo
È tra i primi in Italia a riportare il circo sul palcoscenico. Nel 1991 è consulente di Sogni senza rete, spettacolo di Vittoria Ottolenghi con Gigi Proietti, Carla Fracci e Micha van Hoecke. Nel 2001 è autore de La clé du chapiteau della compagnia milanese Quelli di Grock. Attorno al 2000 collabora con la Biennale di Venezia (direzione Giorgio Barberio Corsetti) alla contaminazione tra pista e scena. Crea con la compagnia Pantakin e la regia di Marcello Chiarenza gli spettacoli Ombra di Luna (2001), Creature (2003), Cineserie (2006) e Tesoro (2006). È chiamato per numerosi progetti in Italia e all'estero. Per la casa di produzione Productores de Sonrisa cura la "messa in pista" di diversi spettacoli allestiti nel celebre Teatro Circo Price di Madrid: Price en Navidad (2011) di Leandre Ribera, Navidades en el Price (2014) di David Larible e, in tenda, Circlassica (2018) di Emilio Aragón, con centinaia di migliaia di spettatori.
Nel 2007 fonda la compagnia Circo e dintorni, con la quale cura le tournée teatrali di alcuni dei più prestigiosi clown internazionali, tra i quali David Larible, "il Clown dei Clown".
Nel 2012 realizza Casa Dolce Casa, all’interno del progetto Circo della Pace (creato con Accademia Perduta/Romagna Teatri di Ruggero Sintoni) premiato con la Medaglia di Rappresentanza del Presidente della Repubblica Italiana. 
Nel 2015, con lo pseudonimo di Alexander Sunny, crea The Black Blues Brothers, spettacolo acrobatico che supera le 600 repliche in teatri e festival di tutto il mondo, come il Festival Fringe di Edimburgo, con ottimo esito di critica. 
Spettacoli da lui prodotti, scritti o diretti sono stati presentati nei più importanti teatri italiani, quali Goldoni di Venezia, Quirino di Roma, Carcano di Milano, Bellini di Napoli, Coccia di Novara. 
Realizza grandi eventi acrobatico figurativi come La Notte degli Elementi, per il Capodanno 2009 in Piazza Maggiore a Bologna e il Capodanno 2013 in Piazza degli Affari a Milano. O il Gran Gala du Cirque (col regista Raffaele De Ritis) per la rassegna Funambolika e altri importanti palcoscenici. 
Coordina gli spettacoli della gente del viaggio durante le Udienze Papali di papa Benedetto XVI e papa Francesco.

## Attività universitaria e di diffusione della cultura circense
Collabora dal 2004 con l'Università degli Studi di Milano, chiamato dal direttore del Dipartimento di Scienze dello spettacolo Paolo Bosisio, prima come professore di Storia dello spettacolo circense e di strada, poi come responsabile delle Giornate di Studio sulle Arti Circensi. Dal 2013 tiene lezioni alla Libera Università di Lingue e Comunicazione IULM con la professoressa Valentina Garavaglia.
Pubblica articoli su magazine italiani e internazionali, come Verve, Airone, Il Salvagente, La Vanguardia, Repertório. Oltre che su volumi e periodici specializzati in Italia e all'estero fra i quali il Giornale dello Spettacolo, Hystrio, Sipario, Le Cirque dans l’Univers, Circus Zeitung, Planet Circus, Juggling Magazine. È responsabile di redazione della rivista Circo, dell'Ente Nazionale Circhi, per la quale scrive decine di saggi critici e intervista numerosi personaggi tra i quali la principessa Stéphanie di Monaco, che prosegue il lavoro del padre Ranieri III nel Festival di Monte Carlo. È direttore dell’area ricerca del Centro Educativo di Documentazione delle Arti Circensi di Verona, al quale ha concesso il suo archivio di libri sul circo.
Cura la sezione “circo” del Dizionario dello Spettacolo del ‘900 (Baldini+Castoldi) e pubblica diversi libri tra i quali Storia del circo (Bruno Mondadori), Luci della giocoleria (Stampa Alternativa, tradotto negli USA come Virtuosos of Juggling per Renegade), Conoscere, creare e organizzare circo (con Valeria Campo, FrancoAngeli).
Tiene conferenze, lezioni e seminari in Italia e all’estero; ricopre il ruolo di giurato e fa parte di delegazioni ufficiali in eventi di tutto il mondo.
È stato consigliere direttivo dell'Ente Nazionale Circhi e dell'Accademia d'Arte Circense. È socio fondatore della Federazione Nazionale Artisti di Strada, dell'Associazione Nazionale Arti Performative e dell’Associazione Circo Contemporaneo Italia.
Nel 2015 crea Open Circus, progetto sostenuto dal Ministero per i beni e le attività culturali e per il turismo dedicato alla diffusione della cultura circense attraverso attività di formazione del pubblico e ricambio generazionale nel settore.

## Principali produzioni
- Let’s twist again! (Circo e dintorni) – Autore e regista
- T'he Black Blues Brothers (Circo e dintorni) – Autore e regista
- Gran Gala du Cirque (Circo e dintorni) – Coautore
- La Notte degli Elementi (Circo e dintorni) – Autore e regista
- David Larible, Destino di Clown (Circo e dintorni) – Direttore artistico
- David Larible, il Clown dei Clown (Circo e dintorni) – Direttore artistico
- Casa Dolce Casa (Circo e dintorni) – Autore e direttore artistico
- Tesoro (Arcipelago Circo Teatro) – Autore e direttore artistico
- Creature (Arcipelago Circo Teatro) – Autore e direttore artistico
- Ombra di Luna (Arcipelago Circo Teatro per La Biennale di Venezia) – Autore e direttore artistico
- La clé du chapiteau (Quelli di Grock) – Autore
- Sogni senza rete – Consulente artistico

## Autore e consulente televisivo
- Festival Internazionale del Circo di Monte Carlo (Rai 3)
- Cirque du Soleil – La Nouba (Rai 3)
- Cirque du Soleil – Alegría (Rai 3)
- Cirque du Soleil – Varekai (Rai 3)
- Cirque du Soleil – Dralion (Rai 3)
- Festival Mondiale del Circo di Domani di Parigi (Rai 3)
- Festival Internazionale del Circo di Massy (Rai 3)
- World Festival Circus Princess di Stoccolma (Rai 3)
- Reality Circus (Canale 5)
- Stasera Circo (Rete 4)
- Circo Massimo (Rai 3)
- Gran Premio del Circo (Canale 5, Rai 3, Rete 4)
- Circo (Rai 3)
- Regalo di Natale (Rai 1)
- Festival della Magia (Rai 1)
- Stelle sull’acqua (Rai 1)
- Circus Adventures (Fox)
- Sabato al Circo (Canale 5)
- Holiday on Ice (Canale 5)
- Circo Nazionale Cinese (Canale 5)
- Amici Animali (Circuito Rta)

## Principali pubblicazioni
- Conoscere, creare e organizzare circo (con Valeria Campo), Franco Angeli, Milano, 2019
- Consigli a un giovane clown (con David Larible e Massimo Locuratolo), Mimesis, Sesto San Giovanni, 2015
- Corpo animali meraviglie (con Antonio Giarola), Equilibrando, Verona, 2013
- Il circo oltre il circo, Mimesis, Sesto San Giovanni, 2011
- Storia del Circo, Bruno Mondadori, Milano, 2008
- Arti e mestieri del circo italiano, CUEM, Milano, 2008
- Cedac 2007-2008 attività e documenti, CEDAC, Verona, 2008
- Il circo in teatro, Quaderno Donizetti, Comune di Bergamo, Bergamo, 2008
- Il Circo, un mondo in città, Stampa Alternativa, Viterbo, 2006
- Cedac 2003-2006 attività e documenti, CEDAC, Verona, 2006
- Il circo e la scena, per La Biennale di Venezia, Marsilio, Venezia, 2002
- Luci della giocoleria, Stampa Alternativa, Viterbo, 2000
- Dizionario dello Spettacolo del ‘900, sez. Circo, Baldini & Castoldi, Milano, 1999
- Lo spettacolo del corpo, per AICS, Danilo Montanari Editore, Ravenna, 1999
- Massimo Siracusa, Il cerchio magico, curatela note, Contrasto, Roma, 1998
- Il Circo in Italia, sondaggio CIRM, Ente Nazionale Circhi, AGIS, Roma, 1998